# Lista över fornlämningar i Norrköpings kommun
Lista över fornlämningar i Norrköpings kommun är en förteckning av ett urval av de fornlämningar som finns i Norrköpings kommun.

## Dagsberg
Se Lista över fornlämningar i Norrköpings kommun (Dagsberg)

## Furingstad
Se Lista över fornlämningar i Norrköpings kommun (Furingstad)

## Häradshammar
Se Lista över fornlämningar i Norrköpings kommun (Häradshammar)

## Jonsberg
Se Lista över fornlämningar i Norrköpings kommun (Jonsberg)

## Kimstad
Se Lista över fornlämningar i Norrköpings kommun (Kimstad)

## Konungsund
Se Lista över fornlämningar i Norrköpings kommun (Konungsund)

## Krokek
Se Lista över fornlämningar i Norrköpings kommun (Krokek)

## Kuddby
Se Lista över fornlämningar i Norrköpings kommun (Kuddby)

## Kullerstad
Se Lista över fornlämningar i Norrköpings kommun (Kullerstad)

## Kvarsebo
| Namn          | Lämningstyp      | Tillkomsttid | Historisk indelning    | Plats | Läge                 | ID-nr          | Bild                                      |
| ------------- | ---------------- | ------------ | ---------------------- | ----- | -------------------- | -------------- | ----------------------------------------- |
| Kvarsebo 2:1  | Begravningsplats |              | Kvarsebo, Södermanland |       | 58.639482, 16.632077 | 10045300020001 | Ladda upp en bild av detta fornminne      |
| Kvarsebo 3:1  | Fästning/skans   |              | Kvarsebo, Södermanland |       | 58.637386, 16.593169 | 10045300030001 | Ladda upp en till bild av detta fornminne |
| Kvarsebo 6:1  | Vägmärke         | Nyare tid    | Kvarsebo, Södermanland |       | 58.645000, 16.627833 | 10045300060001 | Ladda upp en till bild av detta fornminne |
| Kvarsebo 10:1 | Stensättning     |              | Kvarsebo, Södermanland |       | 58.627168, 16.663218 | 10045300100001 | Ladda upp en bild av detta fornminne      |
| Kvarsebo 59:1 | Stensättning     |              | Kvarsebo, Södermanland |       | 58.626990, 16.721451 | 10045300590001 | Ladda upp en bild av detta fornminne      |

## Kvillinge
Se Lista över fornlämningar i Norrköpings kommun (Kvillinge)

## Norrköping
Se Lista över fornlämningar i Norrköpings kommun (Norrköping)

## Rönö
Se Lista över fornlämningar i Norrköpings kommun (Rönö)

## Skärkind
Se Lista över fornlämningar i Norrköpings kommun (Skärkind)

## Styrstad
Se Lista över fornlämningar i Norrköpings kommun (Styrstad)

## Tingstad
Se Lista över fornlämningar i Norrköpings kommun (Tingstad)

## Tåby
Se Lista över fornlämningar i Norrköpings kommun (Tåby)

## Vånga
Se Lista över fornlämningar i Norrköpings kommun (Vånga)

## Å
Se Lista över fornlämningar i Norrköpings kommun (Å)

## Östra Husby
Se Lista över fornlämningar i Norrköpings kommun (Östra Husby)

## Östra Ny
Se Lista över fornlämningar i Norrköpings kommun (Östra Ny)

## Östra Stenby
Se Lista över fornlämningar i Norrköpings kommun (Östra Stenby)